# Randy Brown (peleador)
Randall Brown (Springfield, Massachusetts; 8 de julio de 1990) es un artista marcial mixto jamaiquino que compite en la división de peso wélter de Ultimate Fighting Championship.

## Primeros años
Nació en Springfield, Massachusetts, de padres jamaicanos, pero se trasladó a Spanish Town, Jamaica, de pequeño con su madre al ser ésta deportada. Su padre fue condenado a doble cadena perpetua y ha estado encarcelado durante la mayor parte de la vida de Randy. Se trasladó a Estados Unidos a los 16 años y asistió a la Escuela Secundaria de Jamaica. Comenzó a boxear en 2005 antes de hacer la transición a las artes marciales mixtas a los 19 años y tuvo 6 peleas amateur antes de convertirse en profesional en 2014.

## Carrera en artes marciales mixtas

### Inicios
Comenzó su carrera de lucha profesional en 2014, haciendo su debut profesional en Ring of Combat 48. Ganó el combate contra Steve Tyrrell a través de la sumisión en el primer asalto. Él entrena fuera de Budokan Martial Arts Academy, una filial de Renzo Gracie BJJ.

### Ring of Combat
Tuvo 6 combates en la promoción, ganando los 6 por parada en el primer o segundo asalto. Ganó el Campeonato de Peso Wélter de Ring of Combat al vencer a Mike Winters por TKO en el segundo asalto.

### Ultimate Fighting Championship
Apareció en el programa de Dana Whites Looking For A Fight, donde noqueó a Robert Plotkin en Ring of Combat 53. Poco después fue contratado por la UFC.
Debutó en la UFC contra Matt Dwyer el 30 de enero de 2016 en UFC on Fox: Johnson vs. Bader. Ganó el combate por decisión unánime.
Se enfrentó a Michael Graves el 16 de abril de 2016 en UFC on Fox: Teixeira vs. Evans. Perdió el combate por sumisión en el segundo asalto.
Se enfrentó a Erick Montaño el 17 de septiembre de 2016 en UFC Fight Night: Poirier vs. Johnson. Ganó el combate por sumisión en el tercer asalto.
Se esperaba que se enfrentara a Charlie Ward el 9 de diciembre de 2016 en UFC Fight Night: Lewis vs. Abdurakhimov. Sin embargo, Ward fue retirado del evento a principios de noviembre debido a supuestos problemas de visa que restringían su viaje y fue sustituido por Brian Camozzi. Ganó el combate por TKO en el segundo asalto.
Se esperaba que se enfrentara a George Sullivan el 11 de febrero de 2017 en UFC 208. Sin embargo, el 26 de enero, Sullivan fue retirado de la cartelera después de ser notificado por la USADA de una posible violación de antidopaje derivada de una muestra fuera de competición recogida a principios de ese año. Belal Muhammad fue el sustituto final. Perdió el combate por decisión unánime.
Se enfrentó a Mickey Gall el 4 de noviembre de 2017 en UFC 217. Ganó el combate por decisión unánime.
Se enfrentó a Niko Price el 14 de julio de 2018 en UFC Fight Night: dos Santos vs. Ivanov. Perdió el combate por KO en el segundo asalto.
Se esperaba que se enfrentara a Chance Recountre el 19 de enero de 2019 en UFC Fight Night: Cejudo vs. Dillashaw. Sin embargo, se retiró del combate a principios de enero por razones no reveladas.
Se enfrentó a Bryan Barberena el 22 de junio de 2019 en UFC Fight Night: Moicano vs. Korean Zombie. Ganó el combate por TKO en el tercer asalto.
Se enfrentó a Warlley Alves en UFC Fight Night: Błachowicz vs. Jacaré el 16 de noviembre de 2019. Ganó el combate por sumisión en el segundo asalto. Esta victoria le valió el premio a la Actuación de la Noche.
Se esperaba que se enfrentara a Vicente Luque el 11 de abril de 2020 en UFC Fight Night: Overeem vs. Harris. Debido a la pandemia de COVID-19, el evento fue finalmente pospuesto.
Se enfrentó a Vicente Luque el 1 de agosto de 2020 en UFC Fight Night: Brunson vs. Shahbazyan. Perdió el combate por KO en el segundo asalto.
Se esperaba que se enfrentara a Alex Oliveira el 27 de febrero de 2021 en UFC Fight Night: Rozenstruik vs. Gane. Sin embargo, se retiró del combate durante la semana previa al evento por razones no reveladas. La pareja fue reprogramada y finalmente se enfrentaron el 24 de abril de 2021 en UFC 261. Ganó el combate por sumisión en el primer asalto.
Se enfrentó a Jared Gooden el 9 de octubre de 2021 en UFC Fight Night: Dern vs. Rodriguez. En el pesaje, Gooden pesó 174 libras, tres libras por encima del límite del combate de peso wélter no titular. El combate procedió a un combate de peso acordado. Gooden fue multado con el 20% de su bolsa que fue a parar a Brown. Ganó el combate por decisión unánime.
Se enfrentó a Khaos Williams el 7 de mayo de 2022 en UFC 274. Ganó el combate por decisión dividida.
Se enfrentó a Francisco Trinaldo el 1 de octubre de 2022 en UFC Fight Night: Dern vs. Yan. Ganó el combate por decisión unánime.
Brown se enfrentó a Jack Della Maddalena el 12 de febrero de 2023 en UFC 284. Perdió la pelea por sumisión en el primer asalto.
Brown se enfrentó a Wellington Turman el 24 de junio de 2023 en UFC on ABC 5. Ganó la pelea por decisión unánime.
Brown estaba programado para enfrentar a Muslim Salikhov el 16 de diciembre de 2023 en UFC 296. Sin embargo, la pelea fue descartada después de que Brown se retirara debido a una enfermedad. La pareja fue reprogramada para encontrarse en UFC Fight Night 235 el 3 de febrero de 2024. Brown ganó por nocaut en el primer asalto. Esta pelea le valió el premio Actuación de la Noche.
Brown enfrentó a Elizeu Zaleski dos Santos el 1 de junio de 2024 en UFC 302. Ganó la pelea por decisión unánime.

## Vida personal
Tiene un hijo llamado Uriah.

## Campeonatos y logros
- Ultimate Fighting Championship
  - Actuación de la Noche (dos veces)  vs. Warlley Alves y Muslim Salikhov[32][56]

- Ring of Combat
  - Campeonato de Peso Wélter de Ring of Combat (una vez)
    - Dos defensas exitosas del título

- MMAjunkie.com
  - Sumisión del mes de abril de 2021 vs. Alex Oliveira[60]

## Récord en artes marciales mixtas
| Récord profesional | Récord profesional | Récord profesional |
| 24 peleas          | 19 victorias       | 5 derrotas         |
| ------------------ | ------------------ | ------------------ |
| Nocaut             | 8                  | 2                  |
| Sumisión           | 5                  | 2                  |
| Decisión           | 7                  | 2                  |

| Resultado | Récord | Oponente                  | Método                                     | Evento                                     | Fecha                    | Ronda | Tiempo | Localización                 | Notas                                                    |
| --------- | ------ | ------------------------- | ------------------------------------------ | ------------------------------------------ | ------------------------ | ----- | ------ | ---------------------------- | -------------------------------------------------------- |
| Victoria  | 20-6   | Nicolas Dalby             | KO (puñetazo)                              | UFC on ESPN: Machado Garry vs Prates       | 26 de abril de 2025      | 2     | 1:39   | Kansas City, Misuri          | Pelea de la noche                                        |
| Derrota   | 19-6   | Bryan Battle              | Decisión (dividida)                        | UFC 310                                    | 7 de diciembre de 2024   | 3     | 5:00   | Las Vegas Nevada             |                                                          |
| Victoria  | 19-5   | Elizeu Zaleski dos Santos | Decisión (unánime)                         | UFC 302                                    | 1 de junio de 2024       | 3     | 5:00   | Newark, Nueva Jersey         |                                                          |
| Victoria  | 18-5   | Muslim Salikhov           | KO (puñetazo)                              | UFC Fight Night: Dolidze vs. Imavov        | 3 de febrero de 2024     | 1     | 3:17   | Las Vegas, Nevada            | Actuación de la noche                                    |
| Victoria  | 17-5   | Wellington Turman         | Decisión (unánime)                         | UFC on ABC: Emmett vs. Topuria             | 24 de junio de 2023      | 3     | 5:00   | Jacksonville, Florida        |                                                          |
| Derrota   | 16-5   | Jack Della Maddalena      | Sumisión (rear-naked choke)                | UFC 284                                    | 12 de febrero de 2023    | 1     | 2:13   | Perth,                       |                                                          |
| Victoria  | 16-4   | Francisco Trinaldo        | Decisión (unánime)                         | UFC Fight Night: Dern vs. Yan              | 1 de octubre de 2022     | 3     | 5:00   | Las Vegas, Nevada            |                                                          |
| Victoria  | 15-4   | Khaos Williams            | Decisión (dividida)                        | UFC 274                                    | 7 de mayo de 2022        | 3     | 5:00   | Phoenix, Arizona             |                                                          |
| Victoria  | 14-4   | Jared Gooden              | Decisión (unánime)                         | UFC Fight Night: Dern vs. Rodriguez        | 9 de octubre de 2021     | 3     | 5:00   | Las Vegas, Nevada            |                                                          |
| Victoria  | 13-4   | Alex Oliveira             | Sumisión (estrangulamiento por detrás)     | UFC 261                                    | 24 de abril de 2021      | 1     | 2:50   | Jacksonville, Florida        |                                                          |
| Derrota   | 12-4   | Vicente Luque             | KO (rodillazo y puñetazos)                 | UFC Fight Night: Brunson vs. Shahbazyan    | 1 de agosto de 2020      | 2     | 4:56   | Las Vegas, Nevada            |                                                          |
| Victoria  | 12-3   | Warlley Alves             | Sumisión (estrangulamiento por triángulo)  | UFC Fight Night: Błachowicz vs. Jacaré     | 16 de noviembre de 2019  | 1     | 2:22   | São Paulo                    | Actuación de la Noche.                                   |
| Victoria  | 11-3   | Bryan Barberena           | TKO (puñetazos)                            | UFC Fight Night: Moicano vs. Korean Zombie | 22 de junio de 2019      | 3     | 2:54   | Greenville, Carolina del Sur |                                                          |
| Derrota   | 10-3   | Niko Price                | KO (puñetazos)                             | UFC Fight Night: dos Santos vs. Ivanov     | 14 de julio de 2018      | 2     | 1:09   | Boise, Idaho                 |                                                          |
| Victoria  | 10-2   | Mickey Gall               | Decisión (unánime)                         | UFC 217                                    | 4 de noviembre de 2017   | 3     | 5:00   | Nueva York                   |                                                          |
| Derrota   | 9-2    | Belal Muhammad            | Decisión (unánime)                         | UFC 208                                    | 11 de febrero de 2017    | 3     | 5:00   | Brooklyn, Nueva York         |                                                          |
| Victoria  | 9-1    | Brian Camozzi             | TKO (rodillazo y puñetazos)                | UFC Fight Night: Lewis vs. Abdurakhimov    | 9 de diciembre de 2016   | 2     | 1:25   | Albany, Nueva York           |                                                          |
| Victoria  | 8-1    | Erick Montaño             | Sumisión (estrangulamiento por guillotina) | UFC Fight Night: Poirier vs. Johnson       | 17 de septiembre de 2016 | 3     | 0:18   | Hidalgo, Texas               |                                                          |
| Derrota   | 7-1    | Michael Graves            | Sumisión (estrangulamiento por detrás)     | UFC on Fox: Teixeira vs. Evans             | 16 de abril de 2016      | 2     | 2:31   | Tampa, Florida               |                                                          |
| Victoria  | 7-0    | Matt Dwyer                | Decisión (unánime)                         | UFC on Fox: Johnson vs. Bader              | 30 de enero de 2016      | 3     | 5:00   | Newark, Nueva Jersey         |                                                          |
| Victoria  | 6-0    | Robert Plotkin            | KO (rodillazo)                             | Ring of Combat 53                          | 20 de noviembre de 2015  | 1     | 4:23   | Atlantic City, Nueva Jersey  | Defendió el Campeonato de Peso Wélter de Ring of Combat. |
| Victoria  | 5-0    | Ben Brewer                | Sumisión (estrangulamiento por guillotina) | Ring of Combat 52                          | 25 de septiembre de 2015 | 2     | 0:31   | Atlantic City, Nueva Jersey  | Combate de peso acordado (178 libras).                   |
| Victoria  | 4-0    | Rocky Edwards             | TKO (puñetazos)                            | Ring of Combat 51                          | 5 de junio de 2015       | 2     | 4:25   | Atlantic City, Nueva Jersey  | Defendió el Campeonato de Peso Wélter de Ring of Combat. |
| Victoria  | 3-0    | Mike Winters              | TKO (puñetazos)                            | Ring of Combat 50                          | 23 de enero de 2015      | 2     | 1:11   | Atlantic City, Nueva Jersey  | Ganó el Campeonato de Peso Wélter de Ring of Combat.     |
| Victoria  | 2-0    | Leonard Simpson           | TKO (puñetazos)                            | Ring of Combat 49                          | 19 de septiembre de 2014 | 2     | 0:52   | Atlantic City, Nueva Jersey  |                                                          |
| Victoria  | 1-0    | Steve Tyrrell             | Sumisión (barra de brazo)                  | Ring of Combat 48                          | 16 de mayo de 2014       | 1     | 1:53   | Atlantic City, Nueva Jersey  |                                                          |